# Јапански носач авиона Шинано
Шинано је био јапански носач авиона у Другом светском рату, настао на основу прерађеног пројекта за бојни брод Јамато. Шинано је био највећи и најтежи носач авиона изграђен за време Другог светског рата.

## Историја
У оквиру четвртог програма за попуну и замену флоте, била су додељена финансијска средства за још два брода типа Јамато. Градња трећег брода почела је 4. маја 1940. године у бродоградилишту у Јокосуки и добио је назив Шинано. Бродограђевински радови на бојном броду прекинути су током децембра 1941. године након 50% готовости трупа и механизма. Након губитка 4 носача авиона у бици за Мидвеј команда флоте је разрадила програм за градњу нових носача авиона и преправку готових и недовршених различитих бродова.
Првобитан пројект за преправку брода, који је задржао старо име, предвиђао је његово претварање у тешки носач авиона са оклопном палубом и авиогрупом од 150 авиона. Послови по том пројекту су предвиђали значајну преправку трупа, но због велике потребе за носачима авиона, захтева се нови пројект по коме ће се само наставити радови на већ изграђеном делу брода. Због тог разлога вицеадмирал Фукуда Кејни, главни пројектант бојног брода Јамато и начелник војно техничког одељења флоте сместа разрађује пројект за преправку Шинана у носач авиона. Планирано је да се коришћење брода заснива на његовом снажном бочном оклопу који је био изузетно отпоран на поготке торпеда као и на хоризонталним оклопним плочама.
По теорији Здружене флоте, Шинано треба да дејствује заједно са неколико носача авиона класе Унрју. Ударни авиони треба да узлете са носача авиона класе Унрју, који се затим повлаче. По извршеном нападу, ударни авиони треба да слете на Шинано где је организован технички ремонт и попуна. Након тога, авиони могу да продуже борбу или да се врате на своје носаче авиона, који се налазе на безопасном растојању од противничких оперативних група. Сам Шинано је након жестоких расправа добио „собствену“ авиогрупу, која је у почетку бројала свега 18 авиона, а касније увеличана на 47 авиона. Требало је да они служе као против-авионска одбрана целе такве групе, а уједно и као мобилна резерва за попуну носача авиона класе Унрју.
Неопходност постојања оклопне палубе, која је сада претворена у хангар, ограничила је хангар на један ниво. Сам хангар је подељен на два дела оклопном противпожарном преградом - на крменом делу се налазила собствена авиогрупа а предњи део био је одређен за авио-механичаре и авионе са других носача авиона. Крмени део хангара био је отворен са стране, трећину своје дужине. То је требало да побољша вентилацију хангара и смањи опасност од пожара. Сам хангар је имао неоклопљени зид који је држао полетну палубу и био повезан са њом путем два лифта за авионе. Шинано као и остали јапански носачи авиона није имао катапулт, но величина његове полетне палубе дозвољавала је да са ње узлети било који авион произведен у јапану. Резерве муниције биле су велике и износиле: 36 авио-торпеда, 56 бомби од 800 kg. и 500 kg. и по 216 бомби од 250 kg. и 60 kg. То је прелазило норме у Здруженој флоти, али специфичност задатка брода, диктирала је и толику количину муниције.
Труп носача авиона остао је практично исти без измена у односу на бојне бродове класе Јамато. У отворе за дотур муниције у куле главне артиљерије код бојних бродова, постављене су дизалице које служе за извлачење ратне резерве за авионе. Ти отвори су били заштићени са 175 mm дебелим оклопом. Оклопни појас био је 160 mm (по другим подацима 205 mm). Палуба хангара била је заштићена са 195 mm дебелим оклопом а полетна палуба са 76 mm. Врх оклопа на полетној палуби био је прекривен специјалном смешом каучука и цемента. Котлови и вентилациони отвори заштићени су оклопом дебљине 37 mm, а складишта ратне резерве са 180 mm. Цистерне са авионским бензином налазиле су се испод водене линије и биле заштићене са оклопом од 25 mm до 75 mm. Против-торпедна заштита остала је идентична као и на бојним бродовика класе Јамато, и укључивала је и три оклопне косе преграде.
Брод је имао острвску надградњу по средини на десној страни брода, која је била слична као код носача авиона Таихо. Снажне машине за покретање брода остале су исте, стим што је повећана количина горива за 30%, што је омогућавало даљину пловљења од 10.000 наутичких миља. У почетку је планирано да Шинано добије нове универзалне топове 100 mm, али како они још нису били готови на броду су постављена 8 двоцевна универзална топа 127/40 mm тип 89 модел А1. Против авионска артиљерија располагала је са 35 троцевних топова 25/60 mm, који су били распоређени у нивоу полетне палубе. Касније су додата још 40 једноцевних топова истог калибра. То је значајно повећало одбрану брода од авиона, али и повећало ризик од поготка у топове при хаварији собствених авина.
Управљање универзалном артиљеријом 127 mm вршено је са четири стражарска места, а топовима 25 mm са 12 нишанских места. Брод је располагао са два радара за осматрање ваздушног простора - модел 21 тип 3, и једним радаром за откривање циљева на воденој површини - тип 13. Авиогрупа на броду требало је да има 18+2 А7М2, 18+2 Б7А и 6+1 Ц6Н1, али пошто ти типови авиона још нису били готови, авиогрупа је била састављена од 18+2 А6М5а, 18+2 Д4Ј1 и 6+1 Д4Ј1-Ц.

## Тактичко-Технички подаци
| Стандардна тежина:         | 64.800 тона                      |
| Пуна тежина:               | 71.890 тона                      |
| Дужина:                    | 256.00 метара                    |
| Ширина:                    | 36.30 метара                     |
| Газ (средњи):              | 10.30 метара                     |
| Полетна палуба:            | 256.00×40 метара                 |
| Погон:                     | 12 котла „Канпон“                |
| Снага:                     | 150.000 КС (4 парне турбине)     |
| Брзина:                    | 27.8 чвора                       |
| Даљина пловљења:           | 10.000 наутичких миља/18 чвора   |
| Количина горива:           | 5940 тона нафте/719 тона бензина |
| Посада:                    | 2400 човека                      |
| Универзална артиљерија:    | 8×2 топа 127                     |
| Противавионска артиљерија: | 35×3 топа 25 + 40×1 25           |
| Авиогрупа:                 | 42+5                             |
| Ловци:                     | 18+2 А6М5a                       |
| Обрушавајући бомбардери:   | 18+2 Д4Ј1                        |
| Извиђачи:                  | 6+1 Д4Ј1-Ц                       |

## Крај
Након завршених пловних испитивања 11. новембра 1944. године, решено је да Шинано буде пребачен из Јокосуке у Куре, јер се сматрало да је то сигурнија база. Тамо је требало да се заврше грађевински радови на броду и да се обучи посада. Неки другостепени грађевински послови нису били завршени па се у време пребацивања из базе у базу налазило на броду и 340 радника из бродоградитељског завода. Увече 28. новембра 1944. године брод под пратњом разарача Јукиказе, Исоказе и Хамаказе напушта Јокосуку. На броду се нису налазили авиони, а било је 20 самоубилачких бомби „Ока“ и 6 диверзионих самоубилачких чамаца. У време прелаза, групу је открила америчка подморница Арчерфиш, која је успела да испали 6 торпеда на Шинано, од којих су 5 погодила брод. Након 4 сата, највећи носач авиона Другог светског рата је потонуо. 